# Mônica Sousa
Mônica Spada e Sousa (Bauru, 28 de setembro de 1960) é uma empresária, diretora executiva da Mauricio de Sousa Produções (MSP) e inspiração de Mauricio de Sousa, seu pai, para a criação da personagem Mônica, da Turma da Mônica.

## Biografia

### Início de vida
Mônica Sousa nasceu em Bauru, filha do desenhista e empresário Mauricio de Sousa e de Marilene Spada, é a segunda filha do casal, que também foram pais de Mariângela, Magali e Mauricio Spada, morto em 2016 de um infarto fulminante. Em 1963, quando ela tinha dois anos e meio, seu pai criou a personagem para a Folha de S. Paulo, inspirado em alguns traços de personalidade e da aparência da filha: levemente dentuça, baixinha, gorducha e brigona, além de carregar consigo um coelho de pelúcia, mas da cor amarela. A ideia de criar uma personagem feminina veio após um colega jornalista de Mauricio dizer que o criador era misógino, pois ele criava somente personagens masculinos. A estreia da personagem ocorreu em 3 de março de 1963, no caderno Ilustrada, da Folha de S. Paulo.
Mônica viria a descobrir ser a inspiração da personagem aos 7 ou 8 anos, após uma colega de escola dizer a ela que era a personagem das tirinhas da Folha, o que a deixou curiosa, e teve a sua dúvida confirmada pelo pai. Ela chegou a se confundir com a personagem e achou que era tão forte quanto a Mônica. Por isso, arranjou briga na rua e apanhou. Apesar disso, dizia que sabia se defender. Na adolescência, não gostava muito que o pai a retratasse nas histórias, pois achava que seu pai estava "denunciando o [s]eu gênio para todo mundo". Porém, depois se acostumou. De acordo com sua biografia, ela foi diagnosticada tardiamente com TDAH após passar por uma bateria de exames por sua mãe ter aneurisma e hidrocefalia. O diagnóstico explicaria sua personalidade durante a infância.

### Carreira
Se formou em Desenho Industrial pela Universidade Presbiteriana Mackenzie, em São Paulo. De acordo com Mônica, ela entrou na faculdade pelo sonho de desenhar imóveis e mudar-se para a Itália, mas que "eu não tenho talento para isso".
Aos 18 anos de idade, no fim da faculdade, iniciou trabalhando na lojinha do Parque da Turma da Mônica. Ela era a única mulher entre os seis funcionários, e eles tinham receio que ela fosse pegar seus empregos por ser filha do dono. Ela passou a se interessar por vendas e foi transferida para o departamento comercial, sendo atualmente a diretora executiva de vendas da Mauricio de Sousa Produções. De acordo com Mônica, ela recebia os piores contratos e negociações, ato que classificou como machismo.
Junto da entidade ONU Mulheres, Mônica assumiu o compromisso de aumentar a influência da Turma da Mônica para encorajar a autonomia feminina em garotas de idades variadas, e criou o projeto Donas da Rua em 2016. Em 2017 ela recebeu o título de conselheira do projeto Winning Women, da EY Entrepreneurial Winning Women Brasil e foi uma das ganhadoras do 12º Prêmio Excelência Mulher 2016.

## Publicações
- Mônica, a Mulher à Frente da Personagem (2024), Editora Record[7]